# سيمون ماي
سيمون ماي (بالإنجليزية: Simon May)‏ هو ملحن وكاتب أغاني بريطاني، ولد في 15 أغسطس 1944 في Devizes ‏ في المملكة المتحدة.

## وصلات خارجية
- الموقع الرسمي
- سيمون ماي على موقع IMDb (الإنجليزية)
- سيمون ماي على موقع ميوزك برينز (الإنجليزية)
- سيمون ماي على موقع ديسكوغز (الإنجليزية)